# Meherpur Sadar Upazila
Meherpur Sadar Upazila är ett underdistrikt i Bangladesh.   Det ligger i provinsen Khulna, i den västra delen av landet, 180 km väster om huvudstaden Dhaka.
Trakten runt Meherpur Sadar Upazila består till största delen av jordbruksmark. Runt Meherpur Sadar Upazila är det tätbefolkat, med 982 invånare per kvadratkilometer.